# جرج گری (بازیکن فوتبال، زاده ۱۹۲۵)
جرج گری (انگلیسی: George Gray; ۷ ژوئیهٔ ۱۹۲۵ – 1995 (aged 69)) بازیکن فوتبال اهل بریتانیا بود.
از باشگاه‌هایی که در آن بازی کرده‌است می‌توان به باشگاه فوتبال دربی کانتی، باشگاه فوتبال سوئیندون تاون، باشگاه فوتبال گریمزبی تاون، و باشگاه فوتبال دارلینگتون اشاره کرد.